# Anglés
Anglés (en catalán y oficialmente Anglès) es un municipio español de la comarca de la Selva, en la provincia de Gerona, en la comunidad autónoma de Cataluña. Está situado al norte de la comarca y en el límite con la del Gironés y a la derecha del río Ter.
La villa gerundense se sitúa en medio de un extenso valle que dista 17 km de Gerona, 12 km de Santa Coloma de Farnés (capital de la comarca), 100 km de la ciudad de Barcelona y 40 km de la Costa Brava.
La villa antigua se alza sobre una pequeña elevación situada en medio de una llanura fértil en el lado sur de la desembocadura de la riera de Osor en el río Ter, corriente de agua que marca la frontera entre Anglés y la Cellera de Ter, y de Anglés y el municipio de Sant Julià del Llor i Bonmatí. 

## Demografía
Anglés cuenta con una población de 5969 habitantes (INE 2024).
| Gráfica de evolución demográfica de Anglés entre 1842 y 2021                                                        |
| |
| Población de derecho según los censos de población del INE Población de hecho según los censos de población del INE |

## Comunicaciones
Se puede llegar a Anglés por la N-141, que la comunica con la ciudad de Gerona o por la C- 152, de Olot a Santa Coloma de Farnés.

## Economía
- Agricultura de secano y de regadío. Ganadería e industria textil.

## Historia
La iglesia de San Amancio, actualmente en rehabilitación, está documentada desde 1019 con el nombre Sancti Amantii Anglensis. La población surgió alrededor de esta iglesia y del castillo, después derruido, cuya capilla es la actual iglesia parroquial.
El mes de mayo del 1956 crean la Sociedad de Pescadores deportivos de Anglès y Comarca SPEDAC (actual SPEAC), siendo esta una de les asociaciones más activas del pueblo; Joaquim Bauxell i Costa junto con el compositor, músico y pianista de Amer, Pere Buxó i Domènech crearon la sardana con lletra "Anant a la pesca", que es el Himno de la sociedad deportiva de pescadores de Anglès. Está Sociedad de pesca organiza concursos extraordinarios y multitudinarios como el que organizan cada año por las Galas de Anglès y que algún año ha reunido hasta 200 pescadores. Se debe destacar el trabajo que han hecho de mantenimiento y conservación de la fauna piscícola repoblando los ríos e introduciendo nuevas espècies, como p.e. black bass, carpa Royal, truchas y siluros.

## Monumentos y lugares de interés
- Núcleo antiguo, con la calle de Avall, la calle del Empedrat y edificaciones de origen medieval.
- Iglesia de Sant Miquel, de estilo renacentista.
- Iglesia de Sant Pere Sestroques.
- Ermita de Santa Bárbara.
- Complejo industrial y Vapor Burés.
- Café de l'Aliança
- Edificio de Can Cendra.
- Casa Doctor Vinyes o Can Peix.
- La Torre o Villa Eulalia.
- Can Cuc
- Ca l'Esparter
- Cal Rellotger
- Cal Noi
- Cal Sabater
- Can Vilaró
- Can Duc
- Can Camps
- Pisos de Can Verdaguer
- Granja de Can Cendra

### Galería de imágenes

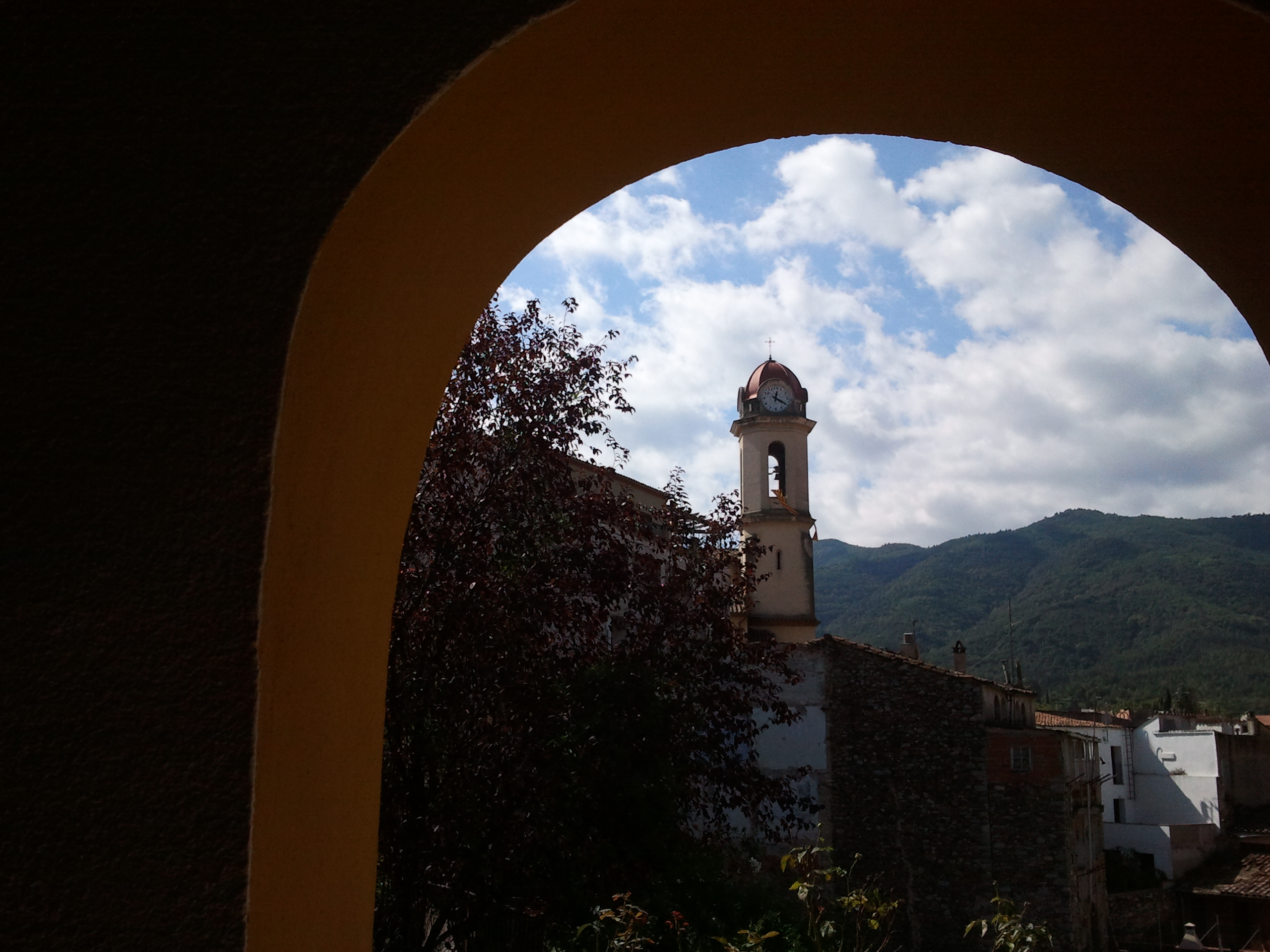
Iglesia de Sant Miquel
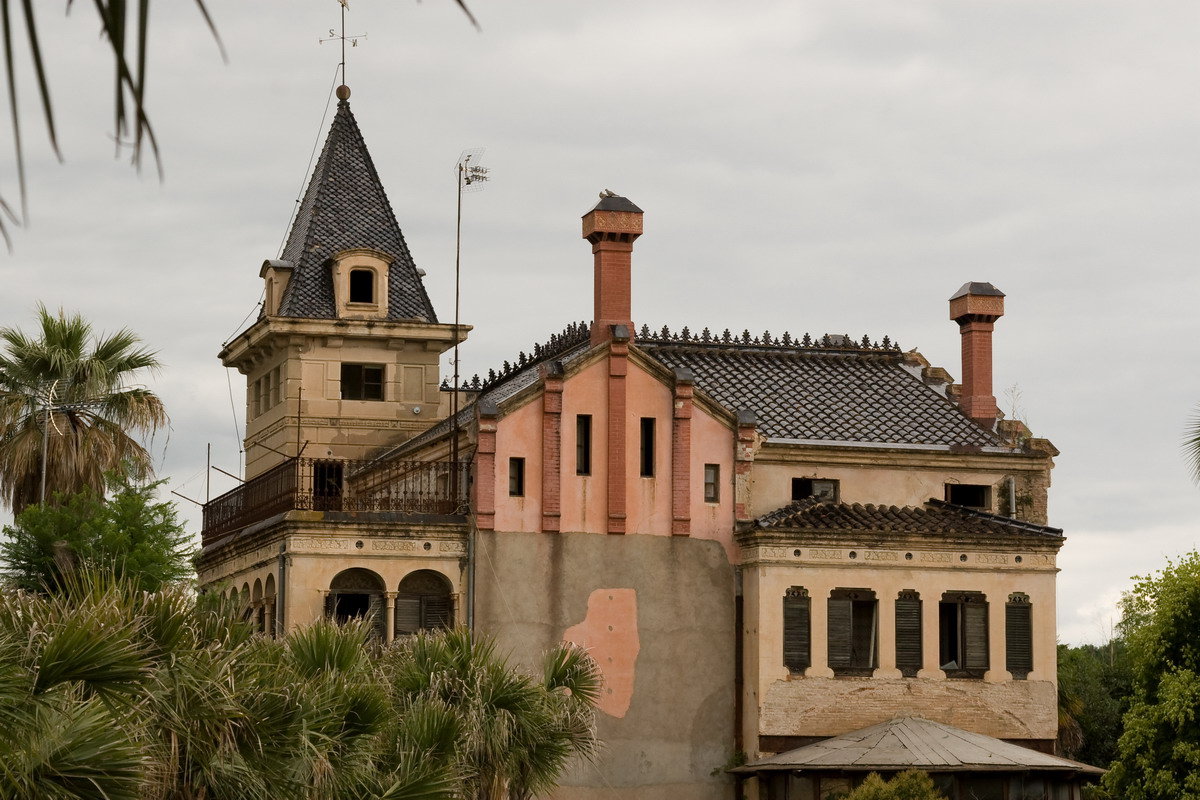
La Torre o Villa Eulalia.
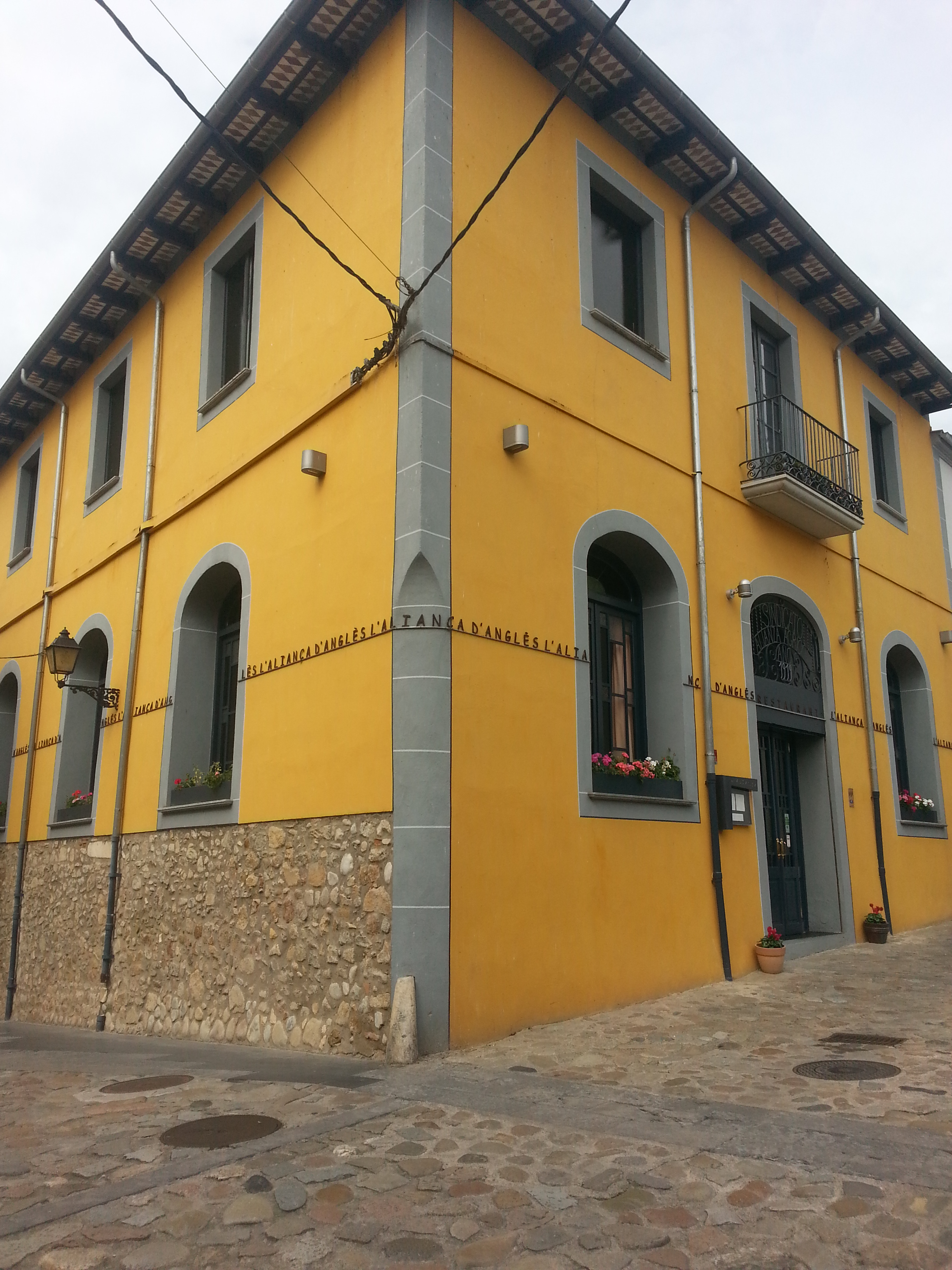
Café de l'Aliança
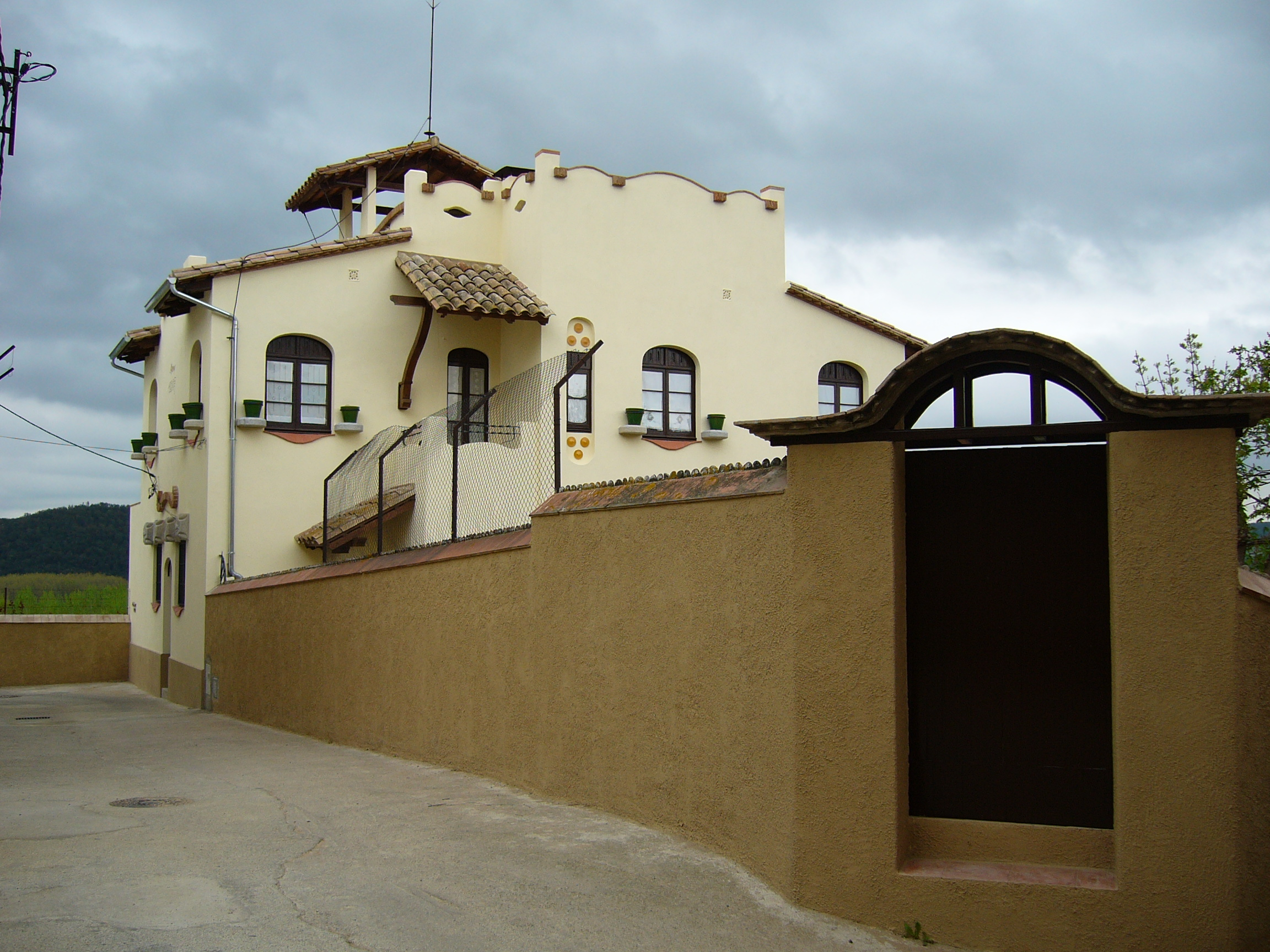
Casa Doctor Vinyes o Can Peix
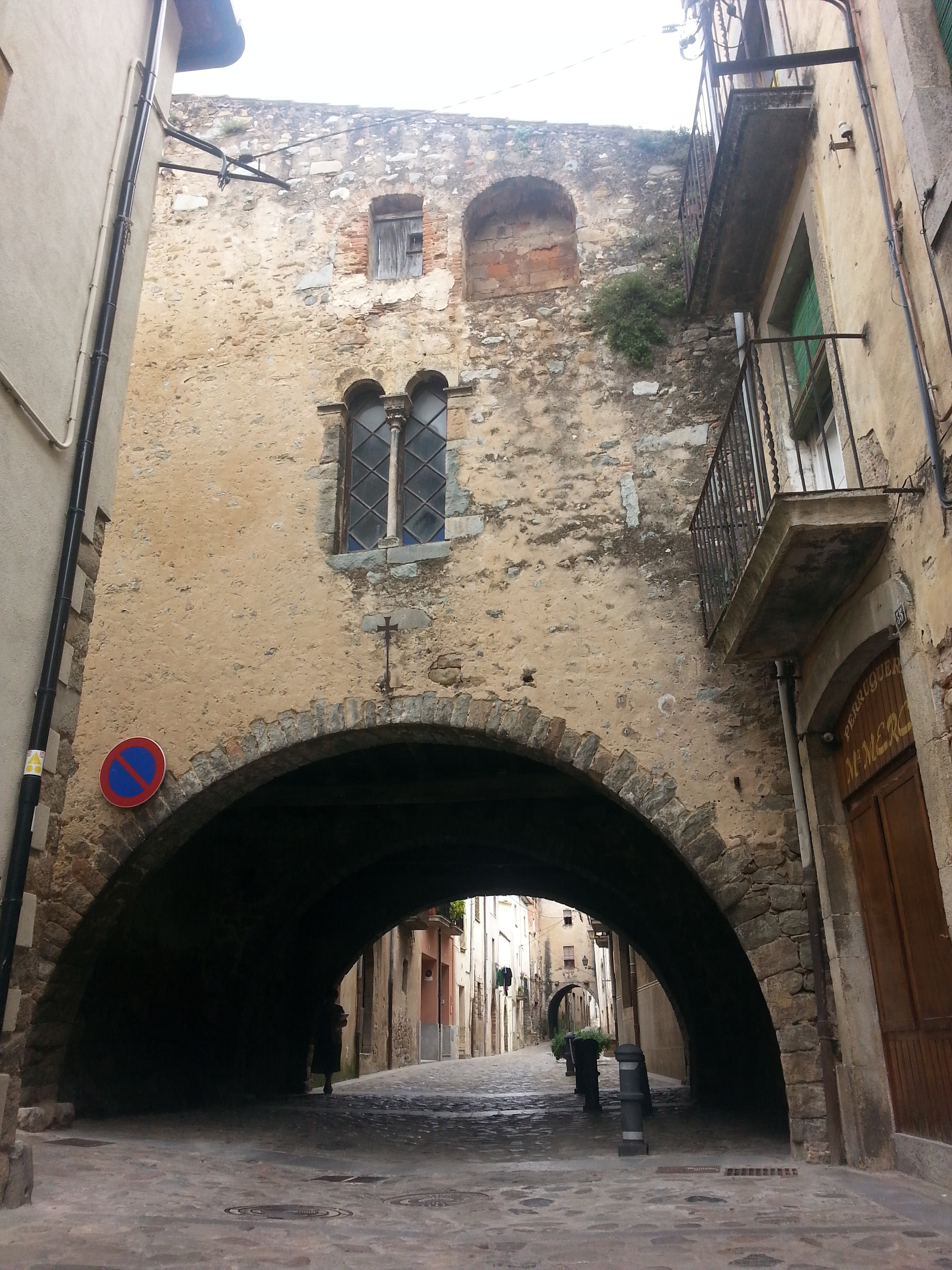
Cal Sabater, arco de Can Verdaguer
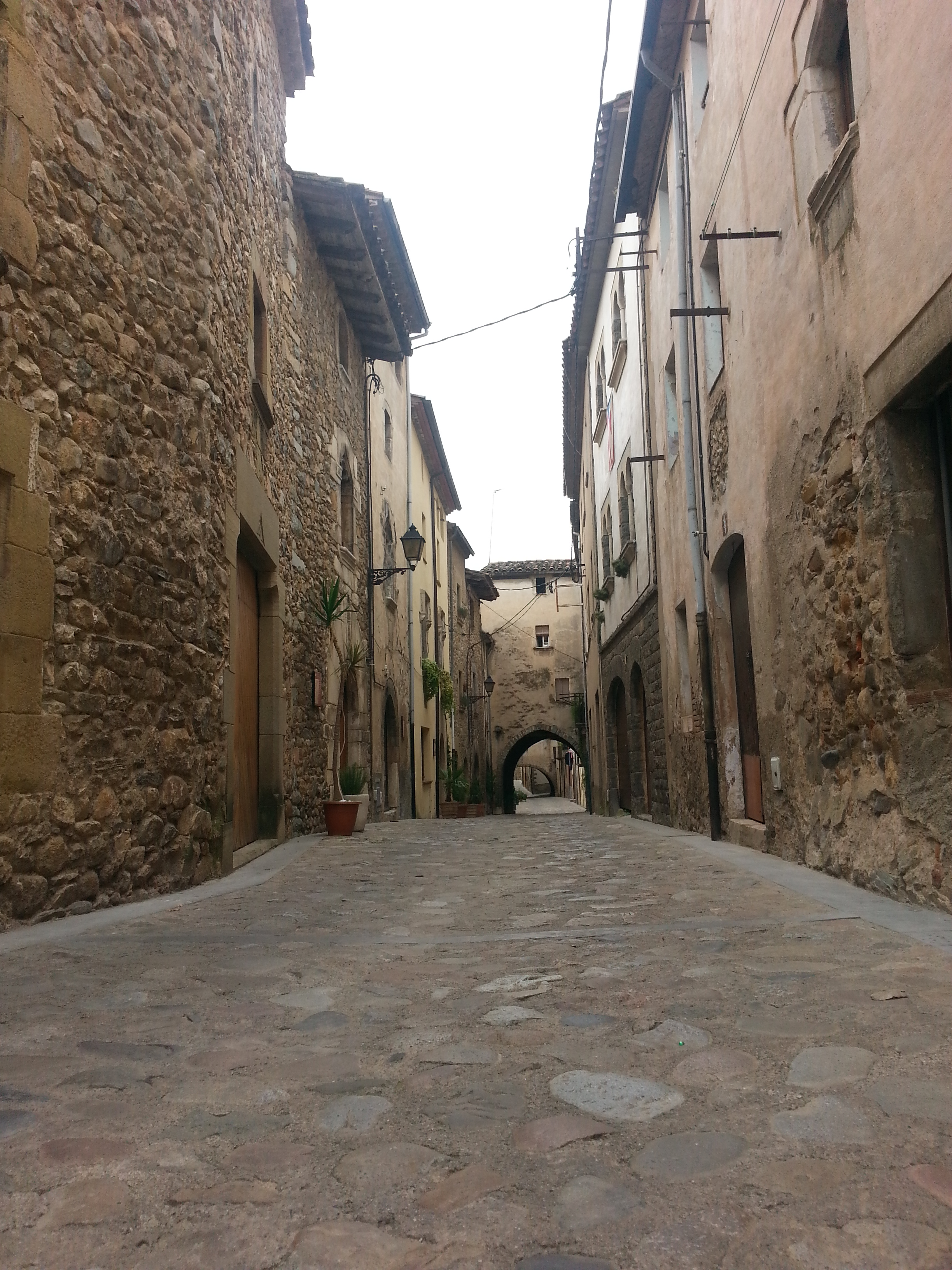
calle de Avall
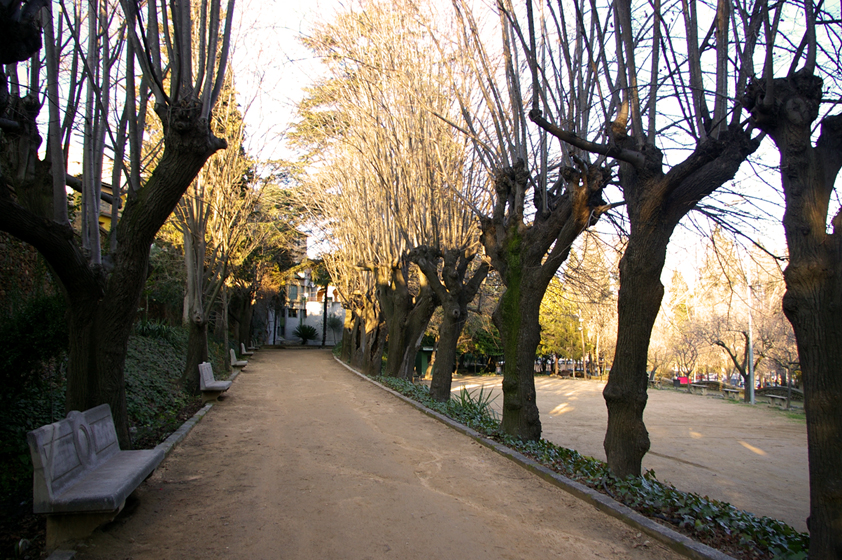
Can Cendra
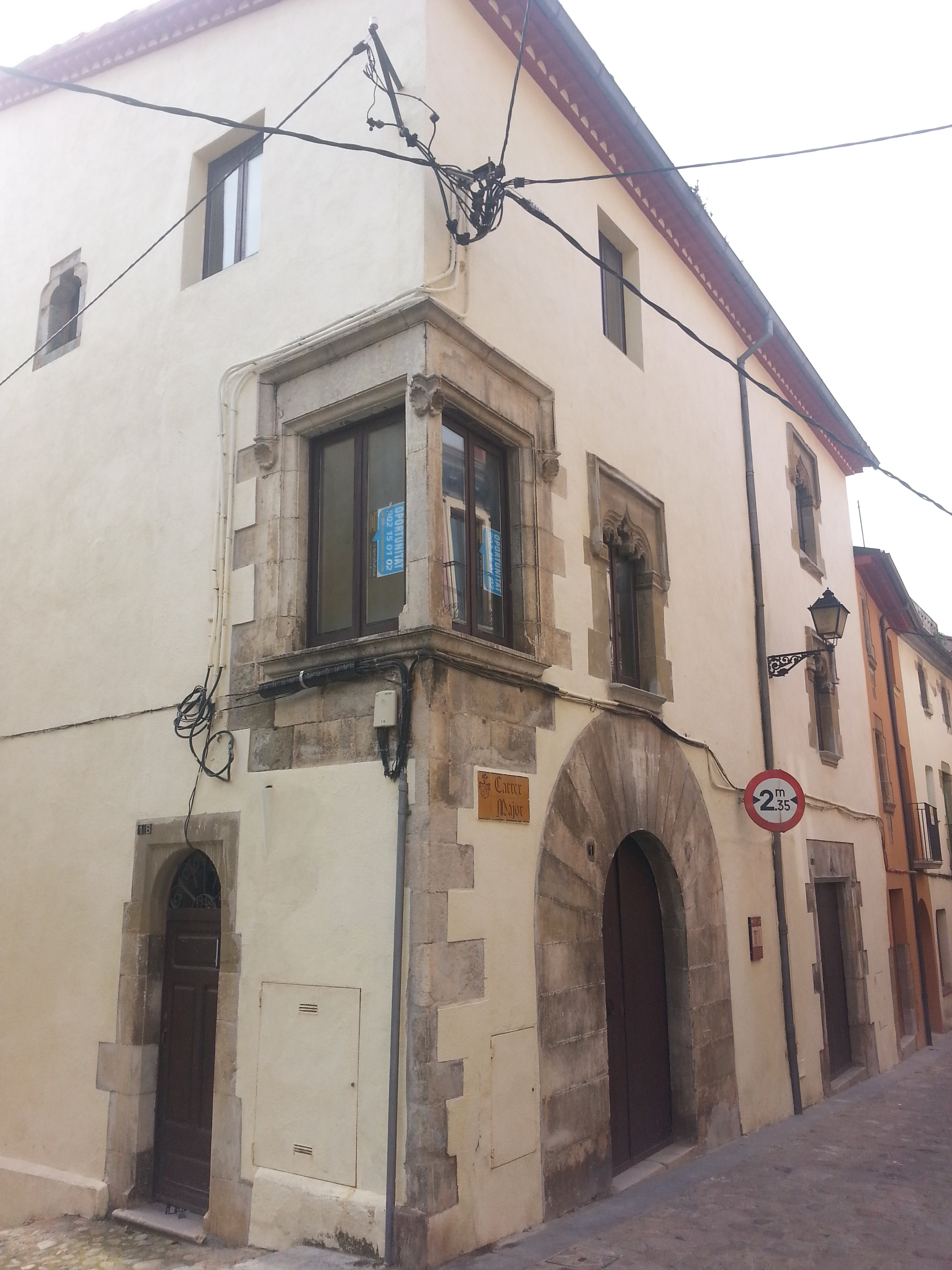
Cal Noi
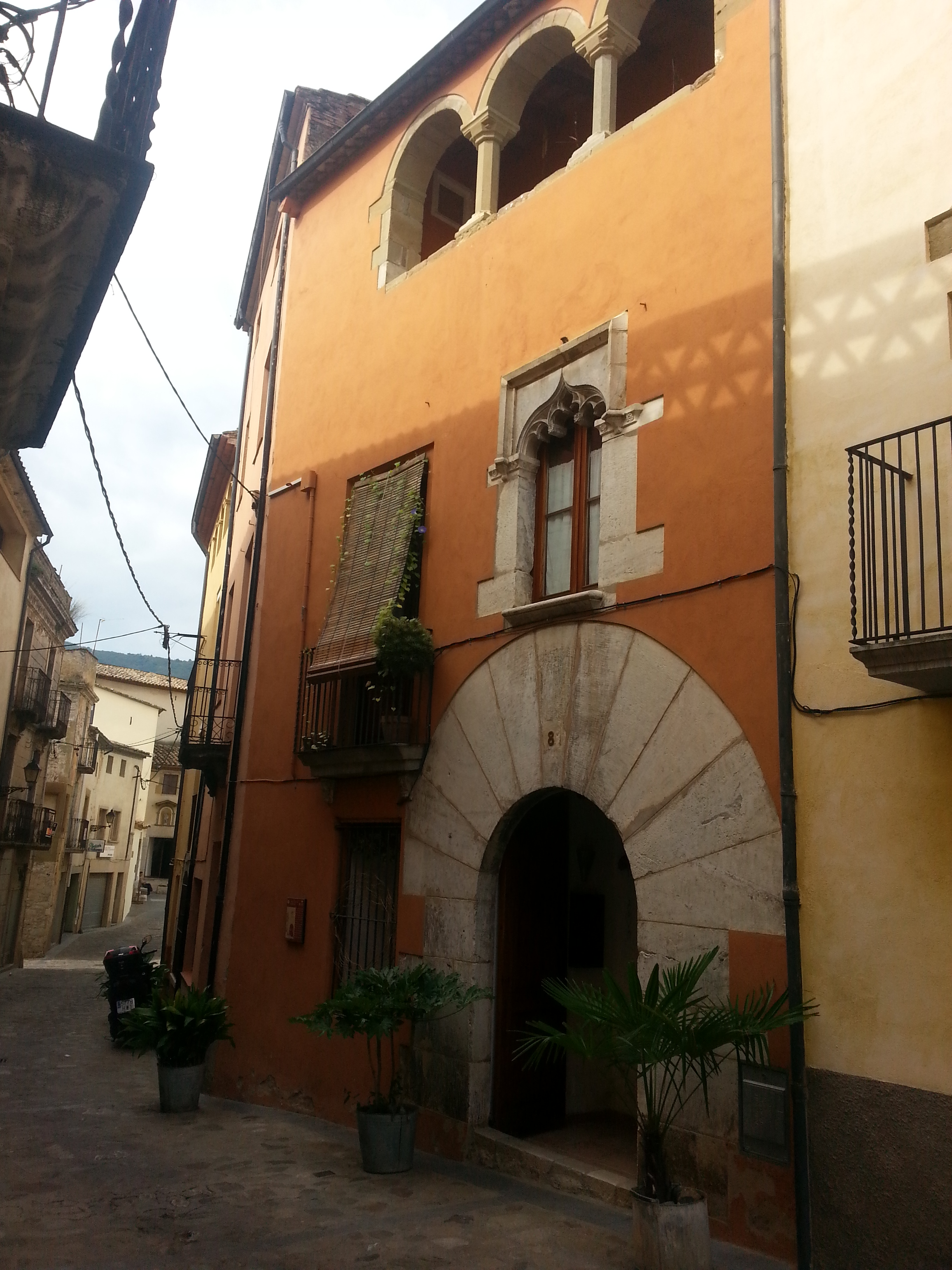
Cal Rellotger

## Personajes célebres
- Remedios Varo Uranga (Anglès, 1908 - Ciudad de México, 1963), pintora surrealista.
- Enrique Pèlach y Feliu (Anglès, 1917 - Abancay, Perú, 2007), obispo de la diócesis de Abancay donde es muy recordado por las numerosas obras en favor de los pobres y desprotegidos.